# ジェームズ・シンクレア (第12代ケイスネス伯爵)
第12代ケイスネス伯爵ジェームズ・シンクレア（英語: James Sinclair, 12th Earl of Caithness、1766年10月31日 – 1823年7月16日）は、スコットランド貴族。1794年から1823年までケイスネス統監を、1807年から1818年までスコットランド貴族代表議員を務めた。

## 生涯
第6代準男爵サー・ジョン・シンクレアの息子として、1766年10月31日に生まれた。母はエリック・サザーランド（Eric Sutherland）の娘で、名前はキャサリン（Catherine）かシャーロット（Charlotte）だった。1774年3月26日に父が死去すると、準男爵位を継承した。
1789年4月8日に（4代伯爵に辿っての）遠戚にあたる第11代ケイスネス伯爵ジョン・シンクレアが死去すると、ケイスネス伯爵位の継承権者として最上位になったが、1789年時点ではケイスネス伯爵の称号を使用しなかった。その一方でケイスネスの住民はシンクレアが平民として投票することに反対し、スコットランド民事控訴院は1790年2月2日にシンクレアが爵位継承を証明する権利を認めた。ただし、シンクレアはこのときは貴族としての地位を主張せず、同年5月に2代伯爵の最近親の男子相続人（nearest lawful heir-male）として承認されるに留まった。その後、1793年5月4日に伯爵位の継承権が貴族院で承認されるとシンクレアはケイスネス伯爵の称号を使用するようになった。
1794年3月17日から1823年7月16日までケイスネス統監を、1807年から1818年までスコットランド貴族代表議員を、1811年から1823年までスコットランド郵政副長官を務めた。
1823年7月16日にバロギル城で死去、息子アレクサンダー・キャンベルが爵位を継承した。

## 家族
1784年1月2日、サーソー城でジーン・キャンベル（Jean Campbell、1769年頃 – 1853年4月2日、アレクサンダー・キャンベルの娘）と結婚、6男3女をもうけた。
- ジャネット（1867年2月24日没） - 1805年5月10日、ジェームズ・ブキャナン（James Buchanan、1860年12月21日没）と結婚、子供あり
- ヘレン（1786年9月22日 – 1803年10月1日） - 子供なし
- ジョン（1788年7月20日 – 1802年6月1日 バロギル城） - 生涯未婚
- アレクサンダー・キャンベル（1790年7月24日 – 1855年12月24日） - 第13代ケイスネス伯爵
- シャーロット・アン（1792年3月11日 – 1854年4月7日） - 1810年5月21日、アレクサンダー・マグレガー（Alexander MacGregor、1778年11月27日 – 1823年7月18日）と結婚、子供あり
- ジェームズ（1797年10月24日 – 1856年1月18日） - 1819年、エリザベス・トリットン（Elizabeth Tritton、ジョージ・トリットンの娘）と結婚
- パトリック・キャンベル（1800年7月14日 – 1834年3月13日） - イザベラ・マグレガー（Isabella McGregor、1853年3月13日没）と結婚
- エリック・ジョージ（1801年8月19日 – 1829年9月26日）
- ジョン（1808年7月4日 – 1861年1月8日） - 1833年10月22日、マリア・ペトロネラ・チャーチ（Maria Petronella Church、1878年2月26日没、ジョン・チャーチの娘）と結婚